# Tibiolatra latronigra
Tibiolatra latronigra är en urinsektsart som beskrevs av John Tenison Salmon 1941. Tibiolatra latronigra ingår i släktet Tibiolatra och familjen Isotomidae. Inga underarter finns listade i Catalogue of Life.